# Phil Kite
Pour les articles homonymes, voir Kite.

a Compétitions nationales et continentales officielles uniquement.

b Matchs officiels uniquement.
Dernière mise à jour le 16 juin 2025.
Phil Kite, parfois orthographié Phil Kité, est né le 24 avril 1993 à Auckland (Nouvelle-Zélande). C'est un joueur de rugby à XV international tongien évoluant au poste de pilier.

## Carrière

### En club
Phil Kite commence sa carrière en Australie, avec le club amateur des GPS Rugby en Queensland Premier Rugby, avec qui il finaliste en 2013. 
En 2014, il est retenu dans l'effectif de Brisbane City, pour disputer le National Rugby Championship nouvellement créé. Il dispute huit rencontres avec cette équipe, pour seulement une titularisation, et remporte la compétition au terme de la saison.
L'année suivante, il déménage dans le territoire de la capitale australienne, et joue avec les Tuggeranong Vikings en ACTRU Premier Division. La même année, il fait partie de l'effectif des Canberra Vikings en NRC, mais ne dispute aucune rencontre.
En 2016, il est recruté par la province néo-zélandaise de Northland pour disputer le NPC. Il dispute deux saisons avec cette équipe, et un total de dix-huit rencontres.
En mars 2017, il est appelé en cours de saison par la franchise des Queensland Reds afin de compenser la blessure de James Slipper. Il effectue son premier, et unique, match de Super Rugby le 1er avril 2017 contre les Hurricanes,.
En octobre 2017, il rejoint le club français du RC Vannes en Pro D2 en tant que joueur supplémentaire jusqu'à la fin de saison. Performant dès son arrivée, il voit rapidement son contrat prolongé jusqu'en juin 2020. En avril 2019, alors qu'il est devenu un cadre de l'équipe, il renouvelle encore son engagement, cette fois jusqu'en juin 2022. En décembre 2021, il prolonge son contrat pour trois saisons supplémentaires, soit jusqu'en 2025. En 2024, il est remplaçant lors de la finale que son équipe remporte face au FC Grenoble, participant ainsi à l'accession de son club au Top 14,.
Le 22 mai 2025, il signe officiellement au sein du Colomiers rugby pour la saison 2025-2026.

### En équipe nationale
Phil Kite joue avec la sélection scolaire australienne (en) en 2013, affrontant leur homologue néo-zélandaise.
Il est retenu avec l'équipe d'Australie des moins de 20 ans pour disputer le championnat du monde junior en 2013. Il dispute deux matchs lors de la compétition.
Il est sélectionné pour la première fois avec l'équipe des Tonga en juin 2017. Il obtient sa première cape internationale le 16 juin 2017 à l'occasion d’un match contre l'équipe du pays de Galles à Auckland.
Plus de cinq années après sa première sélection, il joue un deuxième match avec les Tonga le 5 novembre 2022 face à l'Espagne.

## Palmarès

### En club et province
- Vainqueur du NRC en 2014 avec Brisbane City.
- Vainqueur du Championnat de France de 2e division en 2024 avec le RC Vannes.

### En équipe nationale
- 2 sélections avec les Tonga depuis 2017.
- 0 point.